# マーヴィン・オリー
マーヴィン・オリー（Marvin Orie、1993年2月15日 - ）はトップ14USAペルピニャンに所属するラグビーユニオン選手。

## プロフィール
- 南アフリカ・ケープタウン出身[1]。
- ポジションはロック(LO)。
- 身長 201cm、体重 115kg
- U20南アフリカ代表に選ばれたことがある[2]。
- 南アフリカ代表キャップは16（2024年2月現在）でラグビーワールドカップ2023の南アフリカ代表に選ばれた[3]。

## 略歴
ブルー・ブルズ、ブルズ、ライオンズ、ゴールデン・ライオンズ、オスプリーズ、ウェスタン・プロヴィンス、ストーマーズを経て、2023年、USAペルピニャンに加入。 